# Clan of Xymox
Clan of Xymox (também conhecido apenas como Xymox em várias partes de sua carreira) é uma banda neerlandesa de dark wave formada em 1981.
Clan of Xymox contou com um trio de cantores e compositores – Ronny Moorings, Anka Wolbert e Pieter Nooten – e obteve um sucesso considerável na década de 1980, lançando seus dois primeiros álbuns pelo selo 4AD, antes de lançar seu terceiro e quarto álbuns pelo Wing Records e marcando um single de sucesso nos Estados Unidos.
Mais conhecida por ser uma das pioneiras do gênero dark wave na Europa, seus lançamentos da década de 1980 também eram orientados pelo synthpop e música eletrônica. A banda ainda está ativa e continua a fazer turnês e lançar discos com Moorings como o único compositor e membro original restante.

## Discografia
- Subsequent Pleasures (1984) LP
- A Day/Stranger (1985) 12" Single
- Clan of Xymox (1985) LP, CD
- A Day (1985) 7" Singlepredef
- (1986) LP, CD
- Muscoviet Musquito (1986) 7" Single
- Louise/Michelle (1986) 7" Single
- Subsequent Pleasures (1994) CD Relançamento
- Out of the Rain (1997) CD EP
- Hidden Faces (1997) CD
- This World (1998) CDS
- Creatures (1999) CD
- Consolation (1999) CDS
- Live (2000) CD
- Liberty (2000) CDS
- Notes from the Underground (2001) CD
- Remixes from the Underground (2001) 2-CD
- There's No Tomorrow (2002) CDS
- Farewell (2003) CD
- The Best of Clan of Xymox (2004) CD
- Weak In My Knees (2006) CDS
- Breaking Point (2006) CD
- In Love We Trust (2009) CD
- Darkest Hour (2011) CD

## Discografia de Xymox
- Blinding Hearts/Million Things (1988) 12"
- Blinding Hearts (1989) 12"
- Obsession (1989) 12", 7", CDS
- Twist of Shadows (1989) LP, CD
- Imagination (1989) 12", 7", CDS
- Phoenix of my Heart (1991) 12", 7", CDS
- Phoenix (1991) LP, CD
- At the End of the Day (1991) 12", CDS
- Metamorphosis (1992) CD
- Dream On 12", CDS
- Spiritual High (1993) CDS, 7", CS
- Headclouds (1993) LP, CD
- Reaching Out (1993) 12", CDS